# George Nicolls
George Nicolls (irisch Seoirse Mac Niocaill, * 1884 in Dublin, Irland; † 11. Mai 1942) war ein irischer Rechtsanwalt (Solicitor) und Politiker der Sinn Féin und der Cumann na nGaedheal.

## Biografie
Über die frühe Zeit Nicolls ist nichts Näheres bekannt. 1907 trat er der Sinn Féin bei. 1910 zog Nicolls nach Galway. Dort heiratete er im Dezember 1914 Margaret MacHugh.
Während der Vorbereitung des Osteraufstands 1916 wurde Nicolls festgenommen, als in seiner Wohnung die Planungen stattfanden, um die Irish Volunteers in Bewegung zu setzen. Die weit überwiegende Zeit von 1916 bis 1921 verbrachte er in Gefängnissen in England und Wales (u. a. Frongoch). 
Bei den Wahlen zum Dáil Éireann 1921 trat er für den Wahlkreis Galway für die Sinn Féin an. Er wurde ohne Gegenkandidat zum Teachta Dála gewählt, obwohl er zu diesem Zeitpunkt noch im Gefängnis saß. Nicolls unterstützte Michael Collins beim Abschluss des Anglo-Irischen Vertrags. Im Ministry Griffith wurde er am 17. Januar 1922 Assistenzminister für Innere Angelegenheiten und übte das Amt bis zum 9. September 1922 aus. Bei den nachfolgenden Wahlen 1922 zum 3. Dáil Eireann konnte er seinen Sitz verteidigen. Im Laufe des Jahres wechselte er dann zur Cumann na nGaedheal und trat schließlich bei den Wahlen 1923 erneut erfolgreich an.
Am 15. Januar 1925 wurde er zum Parlamentarischen Sekretär (Staatsminister) im Verteidigungsministerium ernannt. Mit dem Ausscheiden aus dem Dáil Éireann legte er auch das Amt des Parlamentarischen Sekretärs am 23. Mai 1927 nieder. Von 1928 bis 1931 war er als Standesbeamter im County Galway tätig.